# Zámek Nasiedle
Zámek Nasiedle, polsky Pałac w Nasiedlu německy Schloss Nassiedel nebo česky také Zámek Násilé, je původně barokní zámek ve vesnici Nasiedle (Násilé) ve gmině Kętrz (Ketř) v okrese Głubczyce (Hlubčice) v jižním Polsku. Geograficky se nachází v pohoří Opavská pahorkatina v Horním Slezsku a v Opolském vojvodství.

## Historie a popis
Jednopatrový dvoukřídlý barokní zámek nechal z cihel postavit v roce 1730 Antonius Jozef Siedlnický. Zámek, který je památkově chráněn, má obdélníkový půdorys a je krytý mansardovou střechou s vikýři. V budovy přízemí je 25 místností. Kolem roku 1930 jej renovoval Urban Ibron, poslední předválečný majitel, který byl v roce 1946 nucen předat svůj majetek státu. Poválečný osud budovy je spojen se špatným spravováním a postupnou proměnou v ruiny a to včetně zámeckého parku. V roce 1988 rodina Bialasových pozemek odkoupila od státu a zámek je v rekonstrukci a zámecký park je obnoven.

## Další informace
Zámek není volně přístupný. Poblíž zámku vede turistická trasa Raciborska Droga św. Jakuba

## Galerie

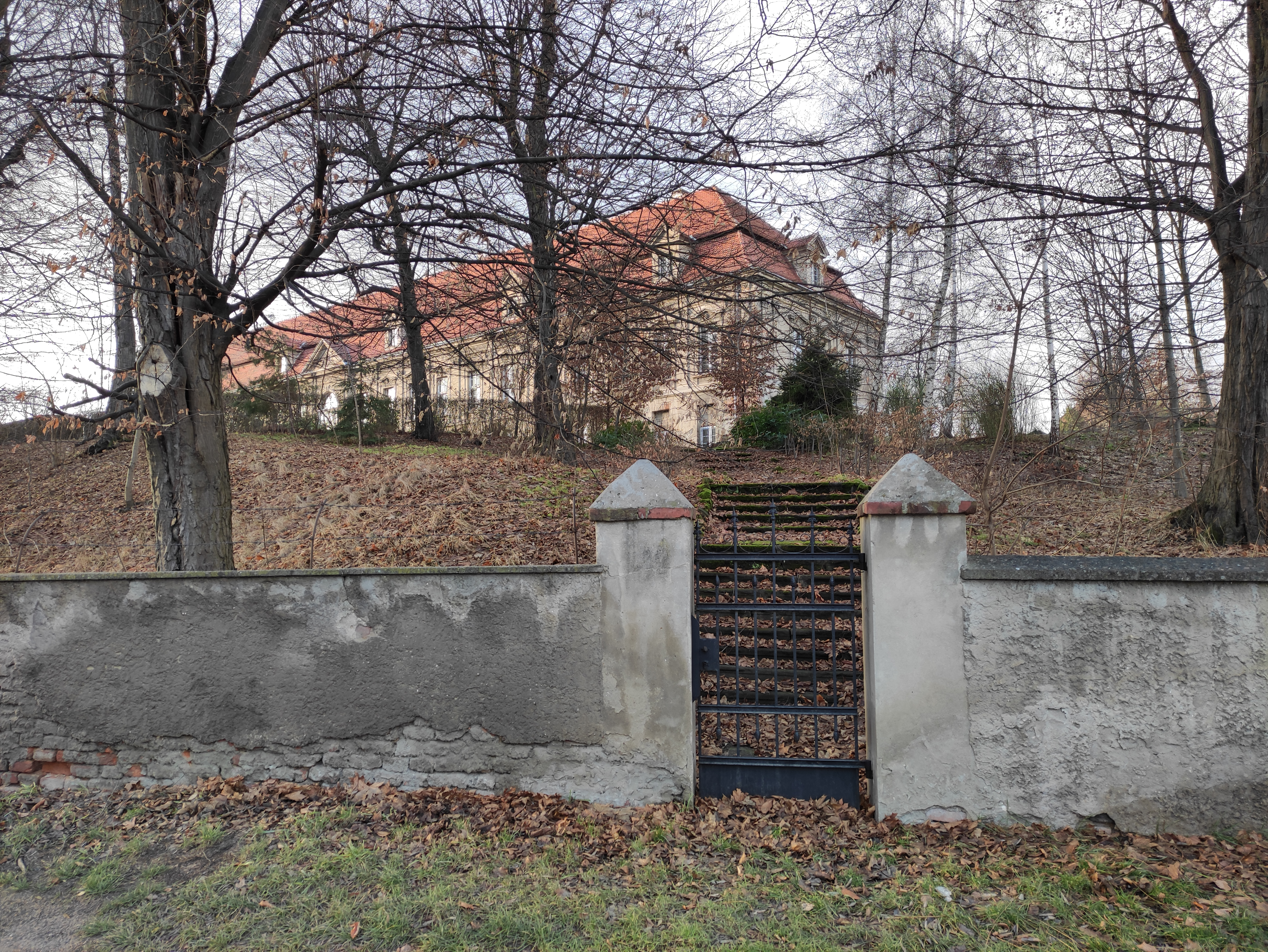
Prosinec 2021
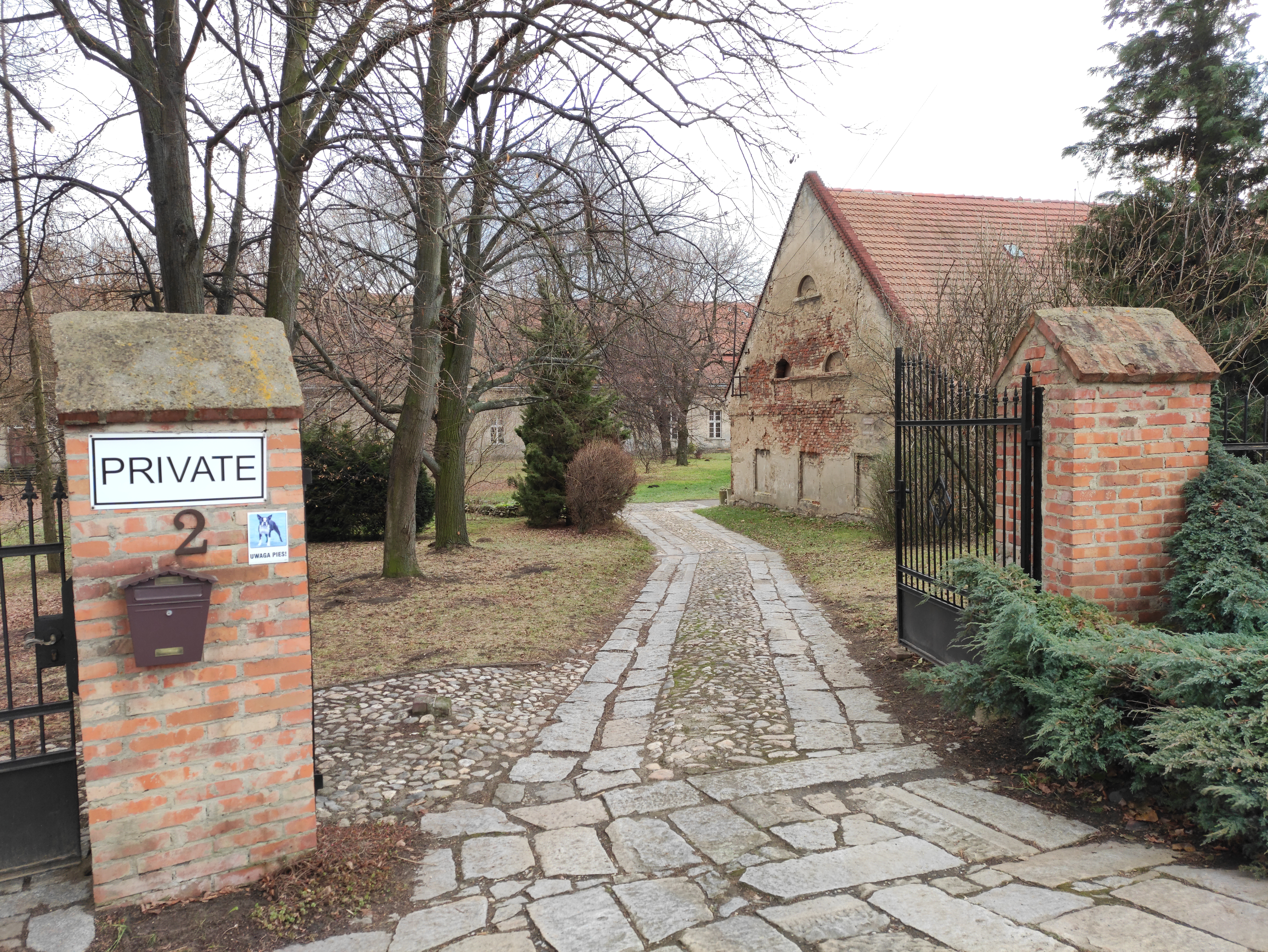
Prosinec 2021
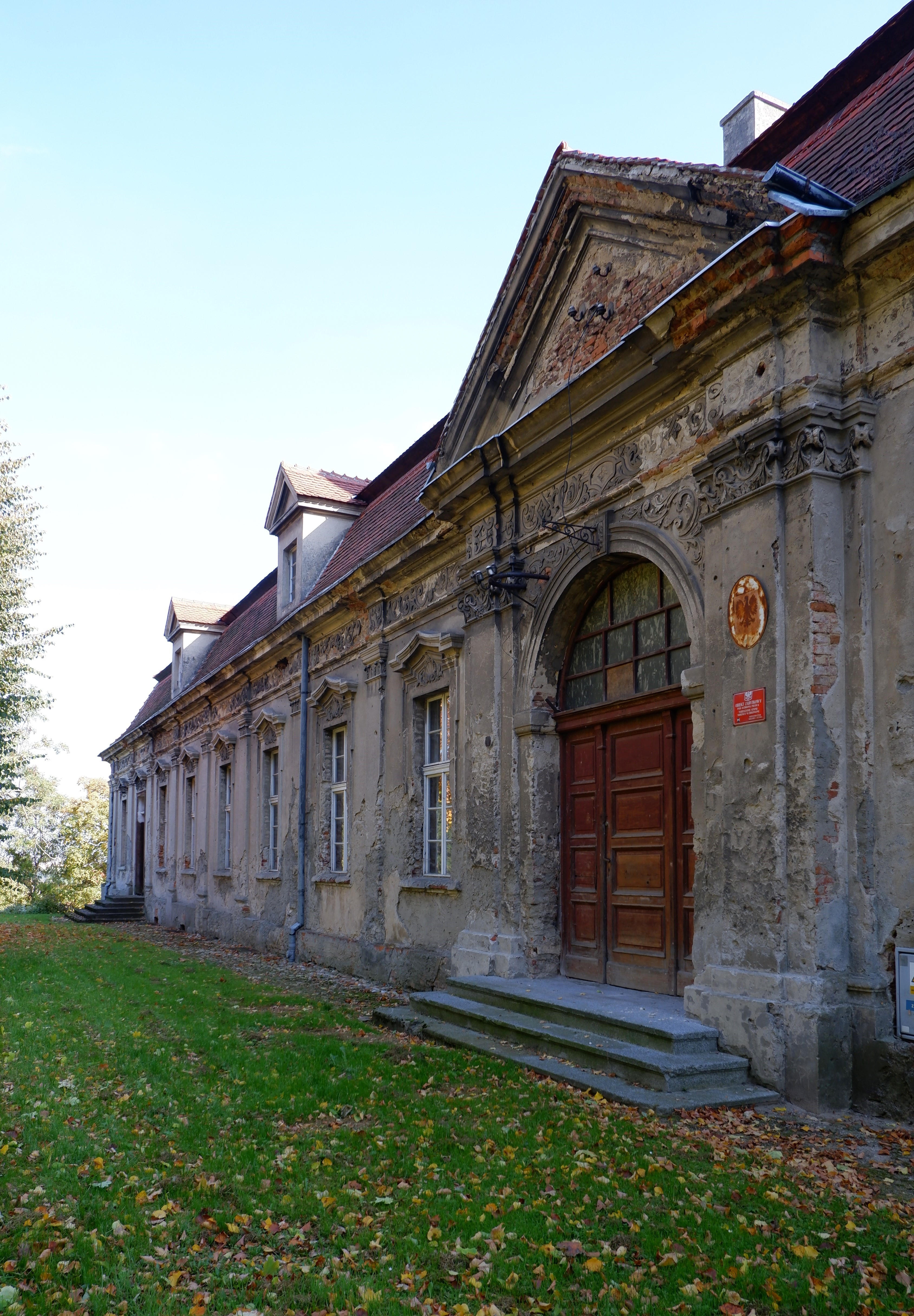
Říjen 2022
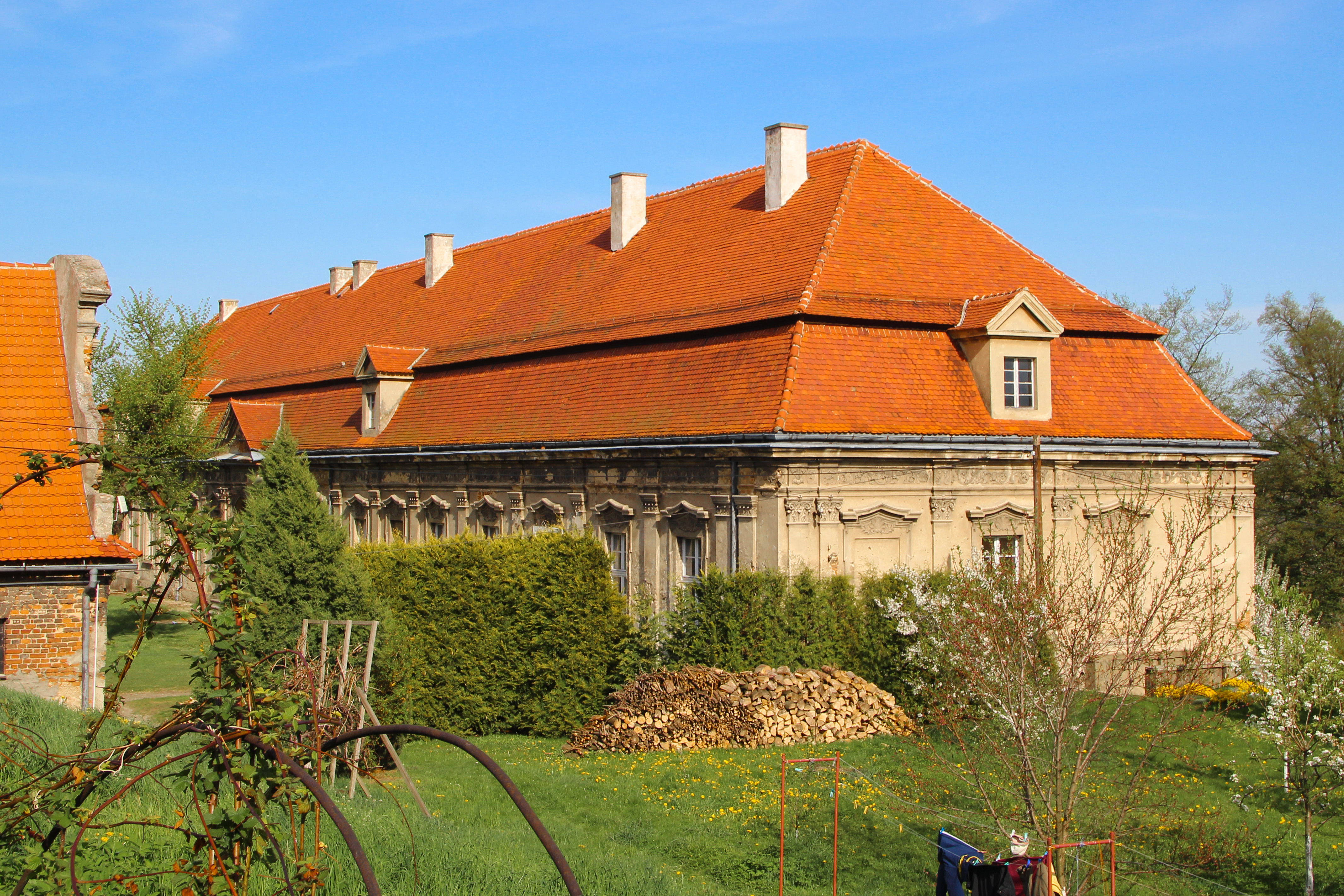
Duben 2012